# 고티 (1996년 영화)
《고티》(영어: Gotti)는 미국에서 제작된 로버트 하먼 감독의 1996년 범죄 드라마 텔레비전 영화이다. 아먼드 아산티 등이 출연하였고, 데이비드 코츠워스 등이 제작에 참여하였다. 1996년 8월 17일 HBO에서 최초로 방영되었다.
1997년 제49회 프라임타임 에미상에서 아먼드 아산티가 미니시리즈·특별 방송 부문 남우 주연상을 수상하였다.

## 출연진
- 아먼드 아산티
- 윌리엄 포사이스
- 앤서니 퀸
- 빈센트 패스토어
- 프랭크 빈센트
- 리처드 C. 서레이피언
- 도미닉 키어네이시
- 레이먼드 세라
- 토니 시리코
- 앨 왁스먼
- 스콧 코언
- 로버트 미란다
- 마크 로런스
- 앨버타 왓슨
- 토니 더샌티스
- 길 파일러
- 제리 멘디시노
- 얭크 애즈먼
- 프랭크 크루델리
- 프랭크 펠러그리노
- 콜린 모크리
- 조지 T. 오덤
- 바버라 러데키

## 기타 제작진
- 공동 제작: 로버트 맥민
- 배역: 에이비 코프먼, 다이앤 커블
- 미술: 바버라 던피
- 의상: 데이비드 리, 아서 라우즐